# 史賓沙 (電影)
《史賓沙》是一部2021年英國虛構歷史傳記與心理學戲劇，由柏保羅·賴尼因執導，史蒂芬·奈特擔任編劇。電影內容圍繞著威爾斯王妃戴安娜與威爾斯親王查理斯的婚姻後期，戴安娜正想跟查理斯離婚並離開英國皇室，她於聖誕節期間的存在主義危機。姬絲汀·史超域和傑克·法辛分別飾演二人，其他主演包括提莫西·史波、西恩·哈里斯和莎莉·賀堅絲。本片是拉腊因“杰出女性三部曲”的第二部，其余两部是介绍美国第一夫人杰奎琳·肯尼迪的《第一夫人的秘密》，以及介绍歌剧演唱家玛丽亚·卡拉絲的《玛丽亚》。
《史賓沙》於2021年9月3日在第78屆威尼斯影展上進行首映，並於2021年11月5日在英國及美國上映。這部電影在全球的票房收入超過2,000萬美元，並獲得了影評人的普遍正面的評價，當中姬絲汀·史超域的表現獲得廣泛讚譽。對於她對戴安娜的刻畫，史超域獲得奧斯卡最佳女主角、金球獎劇情類電影最佳女主角，以及影評人選擇大獎最佳女主角的提名。

## 劇情
1991年12月，英國皇室準備到英女皇位於諾福克郡的山靜咸府度過聖誕節假期。出席者當中包括著因查理斯親王與卡米拉·帕克·鮑爾斯發展婚外情而導致二人婚姻關係變得緊張的戴安娜王妃。戴安娜在平安夜來到一個冷淡的宴會，期間她並沒有嘗試跟王室成員交流，然而眾人大多不理會她，只有她的兒子威廉和哈里很高興見到她。假期過後，她終於下定決心離婚。

## 演員
- 姬絲汀·史超域 飾 威爾斯王妃戴安娜[2]
- 提莫西·史波 飾 王室管家阿利斯泰爾·格雷戈里（Equerry Major Alistair Gregory）
- 傑克·法辛（英语：Jack Farthing） 飾 威爾斯親王查理斯
- 西恩·哈里斯 飾 達倫·麥克格雷迪（Darren McGrady）
- 莎莉·賀堅絲 飾 瑪姬（Maggie）
- 傑克·尼倫 飾 威廉王子
- 弗迪·斯普里 飾 哈里王子
- 斯特拉·戈納德（英语：Stella Gonet） 飾 英女皇伊利沙伯二世
- 理查德·薩梅爾（英语：Richard Sammel） 飾 爱丁堡公爵菲利普亲王[11]
- 奥加·希斯英 飾 約克公爵夫人莎拉
- 湯瑪士·道格拉斯 飾 第八代史賓賽伯爵愛德華·史賓賽
- 馬蒂亞斯·沃爾科夫斯基 飾 愛德華王子
- 奧莉安娜·戈登 飾 薩拉·查托女爵
- 愛米·文森（英语：Amy Manson） 飾 安妮·博林
- 瑞安·威克特 飾 伍德上士（Staff Sergeant Wood）
- 約翰·基奧（英语：John Keogh） 飾 米凱爾（Michael）
- 尼克拉斯·科爾特（英语：Niklas Kohrt） 飾 約克公爵安德魯王子
- 伊麗莎白・貝林頓（英语：Elizabeth Berrington） 飾 安妮長公主
- 艾瑪·達沃爾-史密斯 飾 康沃爾公爵夫人卡蜜拉

## 製作
2020年6月7日，柏保羅·賴尼因宣佈將會為《史賓沙》執導，並由姬絲汀·史超域飾演戴安娜王妃。2020年6月26日，霓虹宣佈斥資超過$400萬美元購得電影於美國的發行權，而勝圖娛樂和DCM電影發行則分別獲得電影於英國和德國的發行權。電影於2021年1月在德國克羅爾伯格施羅斯酒店開始拍攝，而提莫西·史波、莎莉·賀堅絲和西恩·哈里斯將加入劇組，其他拍攝地點還包括波茲坦北部城市馬夸特（Marquardt）的馬夸特城堡，以及有護城河的城堡—諾德基興宮。同年3月25日，製作移師至英國進行最後一段的拍攝，傑克·法辛加入演員陣容，飾演威爾斯親王查理斯，電影於2021年4月27日結束拍攝工作。

### 音樂
強尼·格林伍德為電影編寫配樂。該配樂由Mercury KX於2021年11月12日發行。為網站撰稿的莎朗·凱利（Sharon Kelly）描述了配樂，說：「強尼·格林伍德為《史賓沙》創作的配樂曲風結合了自由爵士樂和古典巴洛克風格，並遵循屢獲殊榮的作曲家為《霓裳魅影》、《黑金風雲》和《挪威的森林》而廣受好評的電影配樂。」

## 發行
《史賓沙》於2021年9月3日在《第78屆威尼斯影展》上首映，隨後它於第48屆特柳賴德電影節、多倫多國際電影節、倫敦影展、費城電影節、聖地亞哥國際電影節，及蘇黎世電影節上放映。電影於2021年11月5日在英國及美國正式上映，由霓虹發行。

### 票房
截至2022年3月1日，《史賓沙》於美國及加拿大的總票房收入為$710萬美元，而其他地區為$1,410萬美元，全球總計為$2,110萬美元。
在美國及加拿大，這部電影於首映週末在996家電影院獲得$210萬美元的票房。這部電影於第二個首映周末在1,265家電影院上映，票房收入為153萬美元。

## 評價
爛番茄根據341條評論，本片獲得83%的新鮮度，平均得分7.6／10，觀眾投票獲得52%的分數，平均得分為3.1／5。在Metacritic上，電影獲得76分。
2022年8月，《IndieWire》列出40部最佳悲傷電影名冊裡，本片榜上有名。

## 備註
1. 前譯：《黛妃》。

## 外部連結
- 互联网电影数据库（IMDb）上《史賓沙》的资料（英文）
- 爛番茄上《史賓沙》的資料（英文）
- Box Office Mojo上《史賓沙》的资料（英文）
- AllMovie上《史賓沙》的资料（英文）
- Metacritic上《史賓沙》的資料（英文）
- 開眼電影網上《史賓沙》的資料（繁體中文）
- 时光网上《史賓沙》的資料（简体中文）
- 豆瓣电影上《史賓沙》的資料 （简体中文）